# Елафітські острови

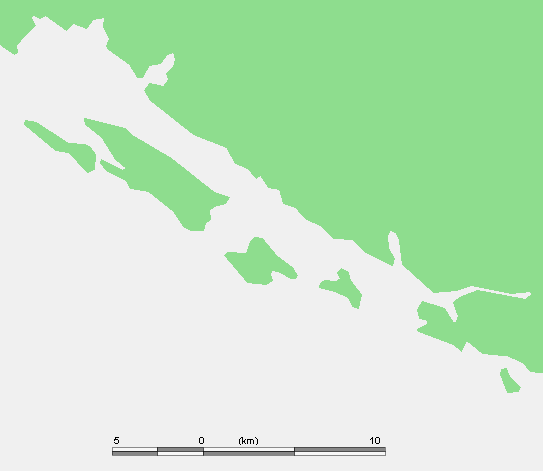
Елафітські острови

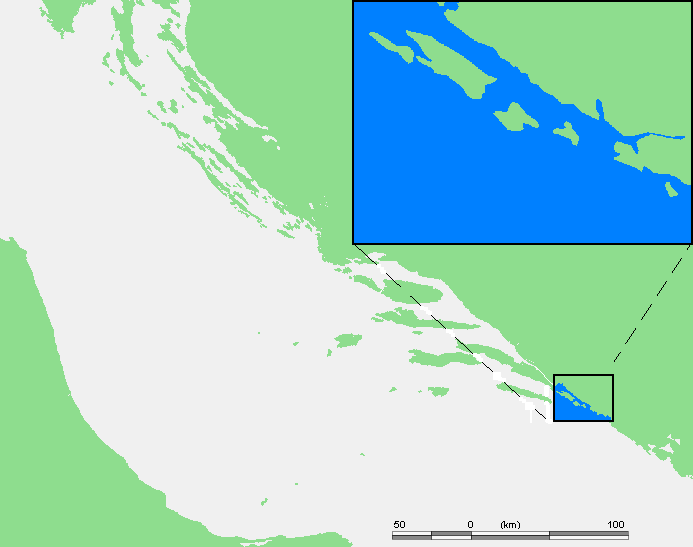
Елафітські острови

Елафітські острови (хорв. Elafitski otoci) - група островів, розташована в Адріатичному морі, на північний захід від Дубровника. Належать Хорватії, адміністративно відносяться до Дубровницько-Неретванської жупанії. Назва островів походить від грецького elafos- олень. Першим вченим, який згадував Елафітські острови, був Пліній Старший в («Природній історії»).
Площа всіх островів, що входять до групи становить менше, ніж 30 км ², а чисельність населення - близько тисячі чоловік.

## Перелік островів

### Великі острови
- Шипан (хорв. Šipan) - найбільший і найбільш заселений острів
- Лопуд (хорв. Lopud)
- Колочеп (хорв. Koločep)

### Малі острови
- Дакса (хорв. Daksa)
- Светі Андрія (хорв. Sv. Andrija)
- Руда (хорв. Ruda)
- Мішняк (хорв. Mišnjak)
- Яклян (хорв. Jakljan)
- Космеч (хорв. Kosmeč)
- Голеч (хорв. Goleč)
- Црквіна (хорв. Crkvina)
- Таян (хорв. Tajan)
- Оліпа (хорв. Olipa) - найзахідніший острів

### Інше
Острів Локрум також іноді відносять до Елафітських островів.